# جابر مبارك الحمد الصباح
الشيخ جابر مبارك الحمد الصباح (5 يناير 1942 – 14 سبتمبر 2024) رئيس مجلس الوزراء الأسبق بدولة الكويت خلال الفترة 30 نوفمبر 2011 حتى 19 نوفمبر 2019. وهو ابن أول وزير للأوقاف في الكويت الشيخ مبارك الحمد الصباح من زوجته الأولى وضحة علي المنير السبيعي.

## حياته السياسية
التحق بالديوان الأميري بتاريخ 3 نوفمبر 1968 وذلك في عهد أمير الكويت الشيخ صباح السالم المبارك الصباح، وتقلد مناصب عدةً فيه، حيث كان مراقب الشؤون الإدارية والمالية، ثم أصبح مديرًا للإدارة ثم وكيل وزارة مساعد للشؤون الإدارية والمالية.
بتاريخ 19 مارس 1979 عُين محافظًا لمحافظة حولي. وفي عام 1985 عين محافظًا لمحافظة الأحمدي.
في 12 يوليو 1986 عُين وزيرًا للشؤون الاجتماعية والعمل، ثم في 27 يناير 1988 عُين وزيرًا للإعلام، وقدم استقالته من منصبه بتاريخ 24 نوفمبر 1990، وكان ذلك أثناء وجود الحكومة الكويتية الشرعية في الطائف بسبب الغزو العراقي للكويت.
وفي 25 مارس 1992 عُين مستشارًا في مكتب أمير الكويت الشيخ جابر الأحمد.
وفي 14 فبراير 2001 عُين نائبًا لرئيس مجلس الوزراء ووزيرًا للدفاع. وفي 14 يوليو 2003 أُعيد تعيينه بنفس المنصب.
وفي 9 فبراير 2006 عُين نائبًا أول لرئيس مجلس الوزراء ووزيرًا للداخلية ووزيرًا للدفاع. وأُعيد تعيينه بنفس المنصب بتاريخ 11 يوليو 2006 وفي 25 مارس 2007.، وبتاريخ 28 أكتوبر 2007 عٌين نائبًا أول لرئيس مجلس الوزراء ووزيرًا للدفاع. وبعد إجراء انتخابات مجلس الأمة في 17 مايو 2008 وأُعيد تعيينه بنفس المنصب بتاريخ 28 مايو 2008، وبتاريخ 12 يناير 2009 وبتاريخ 12 يناير 2009 وفي 29 مايو 2009 وفي 8 مايو 2011 وشغل المنصب حتى توليه رئاسة الوزراء. 

## رئاسة الوزراء
في 30 نوفمبر 2011 أصدر الشيخ صباح الأحمد الجابر الصباح أمير الكويت أمرًا أميريًا بتعيين الشيخ جابر المبارك رئيسًا لمجلس الوزراء وتكليفه بترشيح أعضاء الحكومة الجديدة  وذالك بعد أستقالة الحكومة السابقة برئاسة الشيخ ناصر المحمد الأحمد الصباح في 28 نوفمبر 2011  وصدر مرسوم تشكيل الحكومة الأولى برئاسته في 13 ديسمبر 2011  وقدمت الحكومة أستقالتها في 5 فبراير 2012 بعد أعلان نتائج انتخابات مجلس الأمة وعملاً بالمادة 57 من الدستور والتي تنص على تشكيل حكومة جديدة بعد انتخابات مجلس الأمة وأصدر أمير الكويت في نفس اليوم أمرًا أميريًا بقبول استقالة رئيس مجلس الوزراء والوزراء وتكليف كل منهم بتصريف العاجل من شؤون منصبه لحين تشكيل الحكومة الجديدة.
في 6 فبراير 2012 أصدر الشيخ صباح الأحمد الجابر الصباح أمير الكويت أمرًا أميريًا بتعيينه رئيسًا لمجلس الوزراء وتكليفه بترشيح أعضاء الحكومة الجديدة  وصدر مرسوم تشكيل الحكومة في 14 فبراير 2012  واستقالت الحكومة في 1 يوليو 2012  بعد صدور حكم المحكمة الدستورية بإبطال مجلس الأمة (فبراير 2012) وإعادة مجلس الأمة 2009 بقوة الدستور كأن الحل لم يكن  وأصدر أمير الكويت في نفس اليوم أمرًا أميريًا بقبول استقالة رئيس مجلس الوزراء والوزراء وتكليف كل منهم بتصريف العاجل من شؤون منصبه لحين تشكيل الحكومة الجديدة.
وفي 5 يوليو 2012 أصدر الشيخ صباح الأحمد الجابر الصباح أمير الكويت أمرًا أميريًا بتعيينه رئيسًا لمجلس الوزراء وتكليفه بترشيح أعضاء الحكومة الجديدة  وصدر مرسوم تشكيل الحكومة في 19 يوليو 2012  واستقالت الحكومة في 3 ديسمبر 2012  بعد أعلان نتائج انتخابات مجلس الأمة وعملاً بالمادة 57 من الدستور والتي تنص على تشكيل حكومة جديدة بعد انتخابات مجلس الأمة وأصدر أمير الكويت في نفس اليوم أمرًا أميريًا بقبول استقالة رئيس مجلس الوزراء والوزراء وتكليف كل منهم بتصريف العاجل من شؤون منصبه لحين تشكيل الحكومة الجديدة.
في 5 ديسمبر 2012 أصدر الشيخ صباح الأحمد الجابر الصباح أمير الكويت أمرًا أميريًا بتعيينه رئيسًا لمجلس الوزراء وتكليفه بترشيح أعضاء الحكومة الجديدة  وصدر مرسوم تشكيل الحكومة في 11 ديسمبر 2012  واستقالت الحكومة في 28 يوليو 2013  بعد أعلان نتائج انتخابات مجلس الأمة وعملاً بالمادة 57 من الدستور والتي تنص على تشكيل حكومة جديدة بعد انتخابات مجلس الأمة وأصدر أمير الكويت في نفس اليوم أمرًا أميريًا بقبول استقالة رئيس مجلس الوزراء والوزراء وتكليف كل منهم بتصريف العاجل من شؤون منصبه لحين تشكيل الحكومة الجديدة.
في 29 يوليو 2013 أصدر الشيخ صباح الأحمد الجابر الصباح أمير الكويت أمرًا أميريًا بتعيينه رئيسًا لمجلس الوزراء وتكليفه بترشيح أعضاء الحكومة الجديدة  وصدر مرسوم تشكيل الحكومة في 4 أغسطس 2013 واستقالت الحكومة في 28 نوفمبر 2016 بعد أعلان نتائج انتخابات مجلس الأمة وعملاً بالمادة 57 من الدستور والتي تنص على تشكيل حكومة جديدة بعد انتخابات مجلس الأمة وأصدر أمير الكويت في نفس اليوم أمرًا أميريًا بقبول استقالة رئيس مجلس الوزراء والوزراء وتكليف كل منهم بتصريف العاجل من شؤون منصبه لحين تشكيل الحكومة الجديدة.
في 30 نوفمبر 2016 أصدر الشيخ صباح الأحمد الجابر الصباح أمير الكويت أمرًا أميريًا بتعيينه رئيسًا لمجلس الوزراء وتكليفه بترشيح أعضاء الحكومة الجديدة  وصدر مرسوم تشكيل الحكومة في 10 ديسمبر 2016  واستقالت الحكومة في 30 أكتوبر 2017 بعد تقديم 10 نواب طلب طرح الثقة في وزير الدولة لشؤون مجلس الوزراء وزير الإعلام بالوكالة الشيخ محمد عبدالله المبارك الصباح وأصدر أمير الكويت في نفس اليوم أمرًا أميريًا بقبول استقالة رئيس مجلس الوزراء والوزراء وتكليف كل منهم بتصريف العاجل من شؤون منصبه لحين تشكيل الحكومة الجديدة.
في 1 نوفمبر 2017 أصدر الشيخ صباح الأحمد الجابر الصباح أمير الكويت أمرًا أميريًا بتعيينه رئيسًا لمجلس الوزراء وتكليفه بترشيح أعضاء الحكومة الجديدة  وصدر مرسوم تشكيل الحكومة في 11 ديسمبر 2017  واستقالت الحكومة في 14 نوفمبر 2019 وأصدر أمير الكويت في نفس اليوم أمرًا أميريًا بقبول استقالة رئيس مجلس الوزراء والوزراء وتكليف كل منهم بتصريف العاجل من شؤون منصبه لحين تشكيل الحكومة الجديدة.
في 18 نوفمبر 2019 أصدر الشيخ صباح الأحمد الجابر الصباح أمير الكويت أمرًا أميريًا بتعيينه رئيسًا لمجلس الوزراء وتكليفه بترشيح أعضاء الحكومة الجديدة لكنه قدم في نفس اليوم كتاب اعتذار لأمير الكويت عن توليه منصب رئيس مجلس الوزراء بسبب شائعات تمس ذمته المالية. وأنتهت مهامه كرئيس لمجلس الوزراء في 19 نوفمبر 2019 وذلك بعد أن صدر في نفس اليوم أمر أميري بتعين الشيخ صباح خالد الحمد الصباح رئيساً لمجلس الوزراء وتكليفه بترشيح أعضاء الحكومة الجديدة.
في 13 أبريل 2021 أمرت محكمة الوزراء بحبس الشيخ جابر المبارك الصباح، احتياطياً مع نائب رئيس مجلس الوزراء وزير الدفاع وزير الداخلية الأسبق الشيخ خالد الجراح الصباح ومسؤولين آخرين على ذمة التحقيق في قضية "صندوق الجيش"، في قرار يعد الأول من نوعه في تاريخ الكويت، ونفى الرجلان الاتهامات الموجهة لهما. وفي يوم الأحد 26 نوفمبر 2023 قضت محكمة التمييز الكويتية بسجن الشيخ خالد الجراح سبع سنوات مع الشغل والنفاذ في تهم تتعلق بـ"إساءة استخدام أموال صندوق الجيش"، فيما امتنعت المحكمة عن النطق بعقاب الشيخ جابر وألزمته برد مبالغ مالية.

### الحكومات التي ترأسها الشيخ جابر المبارك
|   | الحكومة                            | بداية الفترة   | نهاية الفترة   |
| - | ---------------------------------- | -------------- | -------------- |
| 1 | مجلس الوزراء الكويتي (ديسمبر 2011) | 13 ديسمبر 2011 | 5 قبراير 2012  |
| 2 | مجلس الوزراء الكويتي (فبراير 2012) | 14 فبراير 2012 | 1 يوليو 2012   |
| 3 | مجلس الوزراء الكويتي (يوليو 2012)  | 19 يوليو 2012  | 3 ديسمبر 2012  |
| 4 | مجلس الوزراء الكويتي (ديسمبر 2012) | 11 ديسمبر 2012 | 28 يوليو 2013  |
| 5 | مجلس الوزراء الكويتي (2013)        | 8 أغسطس 2013   | 30 نوفمبر 2016 |
| 6 | مجلس الوزراء الكويتي (2016)        | 10 ديسمبر 2016 | 30 أكتوبر 2017 |
| 7 | مجلس الوزراء الكويتي (2017)        | 11 ديسمبر 2017 | 14 نوفمبر 2019 |

## الأوسمة
- «وسام الشرف والتقدير العليا للخدمة العامة» وهي أحد أرفع الأوسمة من وزارة الدفاع الأمريكية، وقلده الوسام دونالد رامسفيلد وزير الدفاع في الولايات المتحدة الأمريكية، وقد منح سموه هذا الوسام تقديرًا لجهوده في تطوير العلاقات بين دولة الكويت والولايات المتحدة الأمريكية في عام 2004.[40]
- «وسام الشيخ عيسى بن سلمان آل خليفة من الدرجة الأولى» من مملكة البحرين في 21 يناير 2007.[41]
- «الوسام الأعلى للشمس الساطعة» من اليابان في 5 يناير 2009.[42]
- «وسام جوقة الشرف برتبة ضابط» من الجمهورية الفرنسية في 16 ديسمبر 2009.[43]

## حياته الأسرية
| الزوجة                         | الأولاد                                                                              |
| ------------------------------ | ------------------------------------------------------------------------------------ |
| الشيخة شيخة صباح الناصر الصباح | الشيخة مراحب، الشيخ صباح، الشيخ حمد، الشيخ خالد، الشيخ أحمد، الشيخ فهد، والشيخ مبارك |
| إلهام فالح الجلوي              | الشيخة وجد، والشيخة شهد                                                              |

## وفاته
توفي يوم السبت 14 سبتمبر 2024 عن عمر يناهز 82 عامًا بعد معاناة من المرض  ودفن في مقبرة الصليبيخات. 